# Instituut Spijker
Het Instituut Spijker is een secundaire school in de gemeente Hoogstraten in de Belgische provincie Antwerpen. De school omvat naast een eerste graad (middenschool) nog een grote onderverdelingen:
Algemeen secundair onderwijs met een ruim aanbod van Latijn, wetenschappen, wiskunde, economie, moderne talen, humane wetenschappen en Grieks.

## Geschiedenis

### Herkomst van de naam
Het eerste gebouw dat op de huidige plaats van de school stond was een zogenaamd spicarium, dat tussen 1535 en 1537 onder koning Karel V gebouwd werd. In deze schuren moesten de boeren die in de omliggende landerijen van het land van Hoogstraten teelden, een deel van hun oogst als pacht aan de heer betalen. In de volksmond werden deze zalen ook weleens het spiecer of spijker genoemd.

### Start
In 1832 arriveerden in Hoogstraten 3 zusters, met enkele meubelen en wat rantsoen. Datzelfde jaar - in niet bijzonder gunstige omstandigheden - begon op 1 juli het eerste schooljaar met maar 6 leerlingen. Zo begon de rijke geschiedenis van de school als Ursulinenklooster en meisjespensionaat dat snel zou uitgroeien tot een volwaardige school.
Aanvankelijk gebeurde het onderwijs in het Frans, zoals in heel het nog jonge België. Frans, pianospel en handwerk waren onmisbaar voor de demoiselles bien éducées. De eerste uitbreiding van het onderwijsprogramma, de école de couture, dateerde van 16 augustus 1845.

### Ontwikkeling
De zusters Ursulinen bestuurden de school en bouwden ze verder uit. Bij het schoolpact van 1958, werd een VZW opgericht als inrichtende macht, waarin de zusters nog lange tijd hun invloed behielden.

### Groei
In 1884 werd de lagere school opgestart. Op 31 januari 1887 erkende de gemeente Hoogstraten de bewaarschool en het volgende jaar deed de Belgische Staat dat. In 1894 werd de huishoudklas opgericht die datzelfde jaar ook werd erkend.
Omdat het leerlingenaantal bleef groeien, moesten de nonnen bij het begin van schooljaar 1906-1907 beroep doen op de zogenaamde lekenjuffrouwen. In 1913, op de vooravond van de Eerste Wereldoorlog, werd de komst van haar 100ste leerling gevierd, een mijlpaal voor de school. De leerlingen kwamen werkelijk van overal, zelfs uit Engeland.
Tijdens de wereldoorlog werden de activiteiten verre van gestaakt, het ging gewoon door met groeien, de leerlingen bleven toestromen. Op 1 oktober 1918 werd er, met zestien leerlingen, gestart met de landelijke huishoudschool. Deze werd erkend in 1934, toen ze reeds 44 leerlingen telde. In 1943, tijdens Tweede Wereldoorlog, werd er gestart met de humaniora.
In 1952 splitste de middelbare school in twee delen: het ene deel, wat toen de landelijke huishoudschool was, zou later uitgroeien tot het vrij technisch instituut spijker en het humanioradeel, dat later Instituut Spijker zou worden. Het Spijker was ook betrokken in de schoolstrijd van 1955: van 24 tot 26 maart sloot de school zijn poorten omdat de lekenjuffen mee gingen betogen in Brussel. 
Op 27 januari 1959 werd de aanvraag voor moderne humaniora goedgekeurd. Op 1 september datzelfde jaar kreeg ook de Latijnse afdeling die goedkeuring. In 1967 ging onder impuls van zuster Augusta de hotelschool van start. Sinds in 1977 het kinderdagverblijf van start ging, kon men als het ware vanaf de geboorte tot volwassene in het spijkergeheel terecht. Dit gold althans voor meisjes, maar dat verbreedde in 1995 toen ook jongens hun intrede deden. In 2001 werden de uniformen afgeschaft.
Op 15 mei 2013 verwierf de school de titel De Strafste School van Vlaanderen, een jaarlijkse wedstrijd voor Vlaamse middelbare scholen, georganiseerd door radiostation MNM.